# Eddachra
Eddachra (en àrab الدشرة, ad-Daxra; en amazic ⴷⵛⵕⴰ) és una comuna rural de la província d'El Kelâa des Sraghna, a la regió de Marràqueix-Safi, al Marroc. Segons el cens de 2014 tenia una població total de 7.522 persones.